# Vol Lion Air 610
Le 29 octobre 2018, le Boeing 737 Max 8 assurant le vol Lion Air 610 s'écrase en mer de Java, 13 minutes après son décollage de Jakarta, capitale de l'Indonésie. L'appareil, de la compagnie indonésienne Lion Air, devait relier sa base, l'aéroport Soekarno-Hatta, à l'aéroport Depati Amir de Pangkal Pinang, sur l'île de Bangka. Les 189 personnes à bord (dont 8 membres d'équipage) sont tuées dans le crash.
Il s'agit du premier accident majeur impliquant un Boeing 737 Max, la toute dernière version, introduite en 2017, de la série des Boeing 737 (qui volent depuis 1967), et le plus meurtrier impliquant un 737. C'est également la deuxième catastrophe aérienne la plus meurtrière survenue en Indonésie, ainsi que la pire impliquant un appareil de Lion Air.
Le 10 mars 2019, un deuxième avion du même type s'écrase dans des conditions similaires (vol Ethiopian Airlines 302). Le 13 mars 2019, tous les Boeing 737 Max sont interdits de vol.

## Accident
L'avion décolle de Jakarta à 6 h 20 heure locale. Le contact radar est perdu par les contrôleurs aériens à 6 h 33. Peu avant, les pilotes avaient demandé à revenir à l'aéroport. L'avion n'a jamais dépassé l'altitude de 5 400 pieds (environ 1 650 mètres) et a chuté très brutalement après le dernier contact radio effectué par les pilotes.
Quelques heures après l'accident, le directeur général de Lion Air, Edward Sirait, annonce que l'appareil a connu un problème technique lors du vol précédent, notamment des indications incorrectes de l'altitude et de la vitesse à bord du poste de pilotage, ce qui avait contraint l'équipage à voler à une altitude plus basse que la normale, à 28 000 pieds (soit 8 500 mètres) au lieu de 36 000 pieds (11 000 mètres). Cependant, il affirme aussi que les réparations ont été effectuées selon les « procédures standard de Boeing » .

Altitude (bleu, en pieds) et vitesse (orange, en nœuds) du vol 610.
Parcours du vol 610.
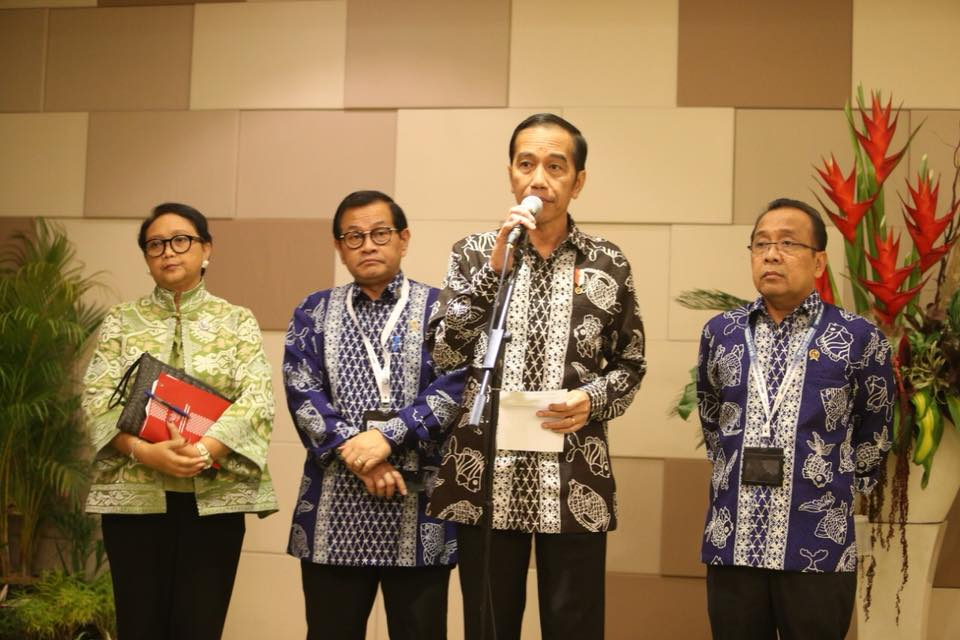
Conférence de presse de Joko Widodo, président de l'Indonésie.

Le ministère des Transports indonésien annonce le 31 octobre le limogeage du directeur technique de la compagnie ainsi que celui « de techniciens ayant donné leur feu vert au décollage de l'appareil » .
Les enregistreurs de vol ont montré qu'un logiciel du système de commandes de vol de l'avion censé prévenir le décrochage (le Maneuvering Characteristics Augmentation System (MCAS) a progressivement braqué à piquer l'empennage horizontal à la suite de la défaillance d'une sonde d'incidence qui indiquait une valeur erronée. Le pilote a cherché à le contrer au manche pour reprendre de l'altitude, mais le MCAS a fini  par provoquer la perte de contrôle et la chute de l'avion.

## Avion
L'appareil impliqué était un Boeing 737 Max 8, immatriculé PK-LQP, équipé de deux moteurs LEAP de CFM International. Au moment de l'accident, il avait effectué environ 800 heures de vol en service.
Il s'agit du premier accident d'un Boeing 737 MAX, dont la mise en service date de 2017. L'appareil était quasiment neuf, puisque Boeing avait effectué son premier vol avec  le 30 juillet 2018 et avait été livré à Lion Air le 13 août de la même année.
Le 10 mars 2019, le vol Ethiopian Airlines 302 s'écrase dans des conditions similaires, avec le même type d'appareil, six minutes après le décollage.
Ces deux avions avaient en commun de ne pas être équipés de deux fonctions : les indications d'angle d'incidence, affichant la valeur mesurée par chacune des sondes, et une alerte « AoA Disagree » s'allumant en cas d'incohérence entre ces deux capteurs. Ces 2 fonctions de sécurité pourtant peu coûteuses étaient à l'époque des options facturées par Boeing.

## Équipage et passagers
L’avion comptait 189 personnes à son bord : 181 passagers (178 adultes, un enfant et 2 bébés), et 8 membres d'équipage, tous tués dans l'accident. Le coureur cycliste italien Andrea Manfredi figure au nombre des victimes.
Le commandant de bord Bhavye Suneja, un ressortissant indien âgé de 31 ans, volait pour la compagnie depuis plus de sept ans et comptait environ 6 028 heures de vol (dont 5 176 heures sur Boeing 737) . Le copilote Harvino, indonésien, avait accumulé 5 174 heures de vol, dont 4 286 à bord d'un 737. Les six navigants commerciaux étaient également indonésiens.

## Recherches
Le gouvernement indonésien a déployé une opération de recherche et de sauvetage dans une zone de 280 kilomètres de large, qui, le matin même, a permis de retrouver des débris et des restes humains. La première victime a été identifiée deux jours après l'accident. Quelques jours après l'accident, les plongeurs remontent plusieurs débris de l'avion, notamment une partie du train d'atterrissage. L'enregistreur de données de vol (FDR), qui enregistre plusieurs milliers de paramètres sur l'avion pendant le vol, est localisé le 1er novembre et récupéré pour analyse. Un membre de l'équipe de secours composée de volontaires est décédé au cours d'opérations de récupération. L'enregistreur de conversations du poste de pilotage (CVR) a été retrouvé le 14 janvier 2019.

## Enquête
L'enquête commence dès la disparition de l'appareil, le 29 octobre 2018, et est gérée par le NTSC (National Transportation Safety Committee) indonésien. Comme l'avion est de fabrication américaine, une équipe de techniciens du NTSB (National Transportation Safety Board) est aussi dépêchée sur place.
Le 5 novembre, soit une semaine après le drame, l'analyse des premières données du FDR révèle que l'anémomètre (indicateur de vitesse) de l'appareil a connu plusieurs dysfonctionnements au cours des 3 derniers vols avant le crash et qu'il était défectueux lors du dernier vol. Les registres de maintenance de la compagnie indiquent qu'après chaque vol les pilotes ont signalé le problème, que des vérifications ont été effectuées et que l'avion a été déclaré apte au vol. Les enquêteurs ne précisent pas si ces problèmes à répétition ont eu une quelconque influence sur le crash. Le même jour, les enquêteurs annoncent que l'avion était intact, ses deux moteurs en fonctionnement, lorsqu'il s'est écrasé à grande vitesse en mer, ce qui élimine l'hypothèse d'une explosion en plein vol.
Le 7 novembre, Boeing publie un bulletin de service à l'attention des exploitants de 737 MAX, qui indique la procédure à suivre en cas de dysfonctionnement des sondes d'incidences. L'avionneur explique que les sondes peuvent transmettre des données erronées d'angle d'incidence au système de stabilisation MCAS, ce qui peut provoquer un piqué catastrophique de l'avion. Selon les premiers éléments de l'enquête du NTSC, un tel évènement se serait produit notamment sur les 3 derniers vols avant l'accident, ainsi que sur le dernier vol de l'avion. Néanmoins, à ce stade de l'enquête, les enquêteurs précisent que les circonstances exactes de la disparition de l'avion ne sont toujours pas connues.
Le 28 novembre, les enquêteurs indonésiens ont déclaré que l'avion n'aurait pas dû être autorisé à voler le jour de l'accident. Plusieurs proches des victimes de l'accident ont engagé des poursuites contre Boeing.

### Rapport préliminaire
Le 28 novembre 2018, le NTSC publie son rapport d'enquête préliminaire sur l'accident. À la suite de problèmes de vitesse et d'altitude, une des sondes d'angle d'incidence (AoA) de l'avion avait été remplacée et testée deux jours avant l'accident (le 27 octobre).
Lors du vol suivant, le 28 octobre, les indications de vitesse erronées étaient toujours présentes et le compensateur de l'avion se réglait intempestivement à piquer (déroulement de trim). La checklist des problèmes de compensateur a été appliquée, les compensateurs électriques désactivés et le vol s'est poursuivi avec la roue de trim manuelle, après quoi les problèmes ont été signalés après l'atterrissage.
Le 29 octobre, peu de temps après le décollage, les problèmes d'altitude et de vitesse sont réapparus, en raison de données d'incidence erronées, et le Maneuvering Characteristics Augmentation System (MCAS) a automatiquement réglé l'assiette à piquer. À plusieurs reprises, pendant les dix dernières minutes du vol, les pilotes ont corrigé l'assiette à cabrer avec le manche. Le rapport n'indique pas si la checklist concernant les problèmes de compensateur a été effectuée ou si les commutateurs de compensateur électrique ont été coupés pendant le vol.
D'après Leeham News, l’équipage n’avait pas clairement connaissance du fait que la checklist de défaillance du compensateur (trim) désactivait le MCAS.
Boeing a souligné que les actions effectuées par les pilotes sur le vol précédant l'accident avaient prouvé que le MCAS ne modifiait pas la procédure de déroulement de trim, et a souligné que  les procédures existantes permettaient d'empêcher les commandes automatiques à piquer provoquées par des indications erronées d'un capteur. Des pilotes américains ont protesté, soulignant qu'aucune mention du MCAS n'existait dans le manuel de vol du 737 Max, accusant Boeing d'avoir caché aux pilotes ce nouveau dispositif.

### Enregistreur vocal
Le 21 janvier 2019, le NTSC a annoncé qu'il ne publierait pas la transcription de l'enregistreur de conversations de poste de pilotage (CVR) trouvé une semaine plus tôt avant la publication du rapport final. Cependant, après l’accident du vol Ethiopian Airlines 302 le 10 mars 2019, les enquêteurs ont partagé les données du CVR du vol 610 de Lion Air.

### Rapport final
Le NTSC a publié son rapport final sur l'accident le 25 octobre 2019. Selon les conclusions du rapport, « le MCAS est la principale cause de l'accident, un capteur défectueux, un entretien insuffisant, une formation insuffisante des pilotes et des défaillances pour identifier les problèmes rencontrés précédemment avec le même appareil sont tous des facteurs contributifs de l'accident » ,.

### Cause probable
Les moteurs CFM International LEAP du 737 MAX ayant un taux de dilution plus élevé et une nacelle de plus grand diamètre que sur les précédents modèles de Boeing 737, les nacelles moteurs ont été placées plus haut et plus en avant par rapport à l'aile. À des angles d'incidence — en anglais Angle of Attack (AoA) — élevés, la portance aérodynamique des nacelles crée un couple cabreur accru qui réduit la stabilité statique de l'avion. Pour y remédier, Boeing a conçu pour les 737 Max un système d’augmentation des caractéristiques de manœuvre (Maneuvering Characteristics Augmentation System ou MCAS). D'anciens ingénieurs de Boeing ont estimé qu'un ordre à piquer commandé par un capteur unique constituait un défaut de conception si l'équipage n'était pas formé en conséquence. Un dysfonctionnement de la sonde d'incidence gauche peut laisser croire au système MCAS que l'avion décroche, celui-ci va alors dérouler le trim à piquer (en agissant sur le plan fixe de l'empennage horizontal) pour contrer ce décrochage fictif, même en vol en palier, et, si le compensateur électrique n'est pas désactivé à temps, les gouvernes de profondeur reliées aux manches des pilotes en viennent à ne plus avoir l'efficacité nécessaire pour empêcher la chute de l'avion.

## Conséquences

### Avertissement de la FAA
Le 7 novembre, sur la base des informations préliminaires recueillies dans le cadre de l'enquête sur l'accident de Lion Air, la Federal Aviation Administration (FAA) a publié une consigne de navigabilité d'urgence (AD) exigeant que les limitations et procédures d'exploitation modifiées relatives aux données erronées d'une sonde d'incidence doivent être inséré dans le manuel de vol du 737 Max et a invité tous les exploitants à se conformer aux avertissements ,,.
Le 25 octobre 2019, après la publication du rapport final par le NTSC, la FAA a révoqué la certification de Xtra Aerospace LLC, basée en Floride, qui avait mal réalisé la calibration de la sonde d'incidence à l'origine de l'accident, qui lors des deux derniers vols indiquait constamment une valeur de 21 degrés trop élevée.

### Inquiétude des pilotes
Les pilotes d'American Airlines et de Southwest Airlines passant du Boeing 737 NG au 737 MAX n'étaient pas informés de l'existence du MCAS incriminé dans l'accident. Les compagnies n'avaient pas de simulateurs de 737 Max, et la qualification de type des pilotes se résumait à une séance d'une heure sur iPad et à un entraînement à l'atterrissage vent de travers, en raison des winglets en bout d'aile qui comportent une pointe vers le bas et peut heurter le sol par fort vent de travers. Le manuel d'exploitation ne mentionnait pas le MCAS. Selon le Wall Street Journal, Boeing avait « décidé de ne pas divulguer plus de détails aux équipages du poste de pilotage, craignant d'inonder les pilotes avec trop d'informations ».
Le 15 novembre, l'Air Line Pilots Association (ALPA), le plus grand syndicat de pilotes représentant 61 000 membres, a exhorté la FAA et le NTSB à veiller à ce que les pilotes reçoivent toutes les informations pertinentes concernant une « lacune potentielle et importante en matière de sécurité du système ». Cependant, la division de l'ALPA de United Airlines, et leur direction, considère pour sa part que le manuel de vol du 737 comprend une procédure standard pour neutraliser le MCAS et rejetant son implication dans l'accident comme une « spéculation ».

### Défense de Boeing
Dans un message interne du 19 novembre 2018, Dennis Muilenburg, président-directeur général de Boeing, a défendu le manuel d'exploitation de 737 Max en soulignant la pertinence du MCAS. Le 20 novembre, Boeing devait tenir une téléconférence avec les opérateurs de 737 Max afin de détailler le nouveau système qu'est le MCAS non présent dans les modèles précédents de 737 . La téléconférence a été annulée plus tard pour être remplacée par une série d'appels régionaux afin de permettre plus de questions.

Le 25 octobre 2019, après la publication du rapport d'enquête final par NTSC, Dennis Muilenburg a répondu :
« Nous répondons aux recommandations de sécurité du KNKT et prenons des mesures pour renforcer la sécurité du 737 Max afin d'éviter que les problèmes de commandes de vol survenues lors de cet accident ne se reproduisent. La sécurité est une valeur durable pour tout le monde chez Boeing et la sécurité des voyageurs, de nos clients et des équipages à bord de nos avions est toujours notre priorité absolue. Nous apprécions notre partenariat de longue date avec Lion Air et nous sommes impatients de continuer à travailler ensemble à l'avenir. »

### Répercussions
Le cofondateur et ancien PDG de Lion Air, Rusdi Kirana, actuellement ambassadeur d'Indonésie en Malaisie, aurait envisagé d'annuler les commandes de 190 avions Boeing de Lion Air, d'une valeur de 22 milliards de dollars au prix catalogue, sur ce qu'il considérait comme une tentative de Boeing de blâmer Lion Air pour l'accident .
Le 31 décembre, la famille du copilote a engagé une action en justice contre Boeing, alléguant une négligence. La poursuite a également affirmé que les capteurs de l'avion fournissaient des données de vol inexactes, ce qui entraînait le déclenchement incorrect de son système anti-décrochage, ainsi que le fait que Boeing ne fournissait pas aux pilotes les instructions appropriées sur la manière de gérer la situation .
En mars 2019, les familles des victimes ont signalé des irrégularités, affirmant que Lion Air avait exercé des pressions sur elles pour les amener à renoncer à leur droit d'exercer un recours judiciaire contre des indemnisations, jugées insuffisantes .

### Enquête
Selon un rapport du comité national indonésien de la sécurité des transports rendu public en octobre 2019, le crash de l'avion serait lié à un défaut de conception et de certification de l'avion.

## Second accident
Le 10 mars 2019, un autre Boeing 737 Max 8 exploité par Ethiopian Airlines (immatriculé ET-AVJ) s'écrase, dans des circonstances similaires, peu de temps après le décollage d'Addis-Abeba, tuant les 157 personnes à bord . Les inquiétudes quant à la sécurité de l'avion ont abouti à ce que tous les 737 Max (quelle que soit leur variante) soient cloués au sol dans le monde entier le 13 mars 2019 et début 2021 (selon les différents pays).

## Médias
- L'accident a fait l'objet d'un épisode dans la série télévisée Air Crash nommé « Cloué au sol » (saison 21 - épisode 4)[46].
- En février 2022, Netflix réalise : Downfall : L'Affaire Boeing, un documentaire qui traite des accidents aériens : Lion Air 610 et Ethiopian Airlines 302[47].